# Đội tuyển bóng đá bãi biển quốc gia Guatemala
Đội tuyển bóng đá bãi biển quốc gia Guatemala đại diện Guatemala ở các giải thi đấu bóng đá bãi biển quốc tế và được điều hành bởi FENAFUTG, cơ quan quản lý bóng đá ở Guatemala.

## Đội hình hiện tại
Chính xác tính đến tháng 11 năm 2010
Ghi chú: Quốc kỳ chỉ đội tuyển quốc gia được xác định rõ trong điều lệ tư cách FIFA. Các cầu thủ có thể giữ hơn một quốc tịch ngoài FIFA.
| Số | VT | Quốc gia | Cầu thủ         |
| -- | -- | -------- | --------------- |
| 1  | TM |          | Gerson Alas     |
| 2  | HV |          | Flavio García   |
| 3  | HV |          | Luis García     |
| 4  | HV |          | Ángel Sáenz     |
| 5  | TĐ |          | Esau Polanco    |
| 6  | TĐ |          | Miguel Gonzalez |

| Số | VT | Quốc gia | Cầu thủ         |
| -- | -- | -------- | --------------- |
| 7  | TĐ |          | Juan Alvarado   |
| 8  | TĐ |          | Fermin Avila    |
| 9  | TĐ |          | Alex Moran      |
| 10 | TĐ |          | Marco Ávila     |
| 11 | TĐ |          | Frankie Ramírez |
| 12 | TM |          | Ever Pineda     |

Huấn luyện viên: Raul Aldana

## Thành tích
- Thành tích tốt nhất tại Giải vô địch bóng đá bãi biển Bắc, Trung Mỹ và Caribe: Hạng 6
  - 2011